# Терпеноиды
Терпеноиды — кислородосодержащие органические соединения (как правило, природного происхождения), углеродный скелет которых образован из изопреновых звеньев. Терпеноиды являются производными терпенов, в некоторых случаях их углеродный скелет может образовываться из полиизопреновых структур путём перемещения или потери углеродного фрагмента, обычно метильной группы.
Особенности строения молекул терпеноидов приводит к заметному их отличию от других органических соединений повышенной лабильностью, склонностью к изомеризации, циклизации и полимеризации. Изомеризация и трансформация нередко проходит в мягких условиях, под действием света, кислорода воздуха, паров воды и т. п. Из-за лёгкой перегруппировки углеродного скелета терпеноидов русский учёный Е. Вагнер назвал их «химическими хамелеонами».

## Биологическая роль
Терпеноиды являются активными участниками обменных процессов, протекающих в растениях. Некоторые терпеноиды регулируют активность генов растений, участвуют в фотохимических реакциях. Углеродные цепи ряда терпеноидов являются ключевыми промежуточными продуктами в биосинтезе стероидных гормонов, холестерина, ферментов, витаминов Д, Е, К, желчных кислот.
Растительные терпеноиды имеют широкий спектр биологического действия для человека и поэтому представляют интерес для поиска новых лекарственных препаратов.

## Представители и их значение

### Ментол

Структурная формула ментола

Ментол (от лат. mentha — мята) — органическое вещество, важный вторичный метаболит растений семейства яснотковые, получают синтетически или выделяют из мятного эфирного масла. Прозрачное кристаллическое вещество, при комнатной температуре легко плавится. Существует 8 изомеров с довольно близкими свойствами. Основной природный изомер — (−)-ментол с конфигурацией (1R,2S,5R). Обладает слабыми местноанестезирующими свойствами, стимулирует холодовые рецепторы кожи и слизистых, слабый антисептик. Широко используется в пищевкусовой промышленности и в медицине. В частности, является основной составляющей рефлекторного сосудорасширяющего средства Валидол.

### Карвон

Карвон

Карвон (п-мента-6,8(9)-диен-2-он) — природное вещество из семейства терпеноидов.
Карвон растворим в спирте и нерастворим в воде. Бурно реагирует с минеральными кислотами, образуя карвакрол. Вступает в реакции присоединения по двойной связи с галогенами и галогеноводородами. Реакция с сероводородом ведёт к кристаллическому продукту, а с сульфитом и гидросульфитом натрия — к водорастворимому продукту — эти реакции могут быть использованы для выделения карвона из смеси эфирных масел.
Карвон существует в двух изомерных формах, причем его энантиомеры пахнут по-разному: S(+)-карвон определяет запах семян тмина и укропа, а его зеркальный изомер, R(-)-карвон, пахнет колосовой (остролистой) мятой. Карвон, а точнее эфирные масла, содержащие много карвона, широко используются в пищевой промышленности. Например, жевательная резинка Wrigley’s Spearmint Gum содержит R(-)-карвон в качестве ароматизатора. R(-)-также используется в освежителях воздуха. Эфирные масла, содержащие карвон, применяются в ароматерапии.

### Борнеол

Борнеол

Борнеол (эндо-1,7,7-триметилбицикло-[1,2,2]-гептанол-2) — относится к терпеновым спиртам.
Изоборнеол — (экзо-1,7,7-триметилбицикло-[1,2,2]-гептанол-2).
Бесцветные кристаллы с характерным хвойным запахом; плохо растворим в воде, хорошо — в малополярных органических растворителях, в том числе в спиртах. При окислении борнеол и изоборнеол превращаются в камфору, при действии кислотных катализаторов изоборнеол легче, чем борнеол, дегидратирует с образованием камфена (перегруппировка Вагнера—Меервейна), а также легче образует простые эфиры и труднее — сложные эфиры.
Малотоксичны, однако действуют на центральную нервную систему, снижают артериальное давление. Основной полупродукт получения камфоры. Борнеол, изоборнеол и их эфиры (борнилацетат, изоборнилацетат) применяют как компоненты парфюмерных композиций и, особенно, отдушек для мыла и товаров бытовой химии.